# Minamichita
Minamichita (jap. 南知多町 Minamichita-chō) – miasto w Japonii, na wyspie Honsiu, w prefekturze Aichi. Według danych na rok 2020 miejscowość zamieszkiwało 16 617 mieszkańców , a gęstość zaludnienia wyniosła 433,1 os./km².